# Рене Порнеро
Рене Порнеро (англ. Renee Pornero; род. 24 октября 1979, Грац) — австрийская порноактриса.

## Биография
Порнеро начала сниматься в порно, ещё учась в старшей школе. В октябре 2001 года она приняла участие в кастинге компании Videorama (нем. Videorama) на место Джины Уайлд. Затем её наняли для нескольких постановок. Из-за многочисленных появлений на телевидении в таких программах, как Wa(h)re Liebe, она быстро приобрела известность.
В ноябре 2002 года Порнеро переехала в Лос-Анджелес.
Её часто можно встретить в фетиш-постановках, где она изображает госпожу или рабыню. Порнеро завоевала дополнительных поклонников своей главной ролью в фильме «Vegetarianinnen zur Fleischeslust, часть II» (Режиссёр: Андреас Бетманн, он же AM Bertucci / X-Rated).
Официальный сайт Порнеро работает в сети с 1999 года, у неё также есть интернет-магазин, через который она продает фильмы без цензуры и секс-игрушки. Однако наиболее популярными являются её форум и блог. Все веб-проекты разрабатываются и администрируются Порнеро лично. Сейчас Порнеро живёт в Вене и работает над собственными постановками.
В 2006 году она снялась в фильме ужасов «Exitus Interruptus» режиссёра Андреаса Бетманна, а в 2008 году — в его продолжении «Exitus II: House of Pain».
В 2005 году Порнеро получила премию Eroticline Award (ранее называвшуюся Venus Award) за лучшую женскую роль в Европе. В 2007 году она вновь была номинирована в категории «Лучшая актриса Германии».
В 2008 году она объявила о завершении своей карьеры в порно.